# 鐮鰭大鮈鱥
鐮鰭大鮈鱥（学名：Macrhybopsis meeki）为輻鰭魚綱鯉形目雅羅魚科的其中一種，分布于北美洲美國密蘇里河及密西西比河流域，棲息在沙石底質的溪流，體長可達11公分。